# Stazione di Cappelle
La stazione di Cappelle era una stazione ferroviaria posta lungo la ex linea ferroviaria a scartamento ridotto Pescara-Penne chiusa il 20 giugno 1963; situata su una traversa di via Pascoli, era a servizio del comune di Cappelle sul Tavo. Oggi il fabbricato e la via d'accesso sono parte di un'abitazione privata.